# Elizabeth Hepple
Elizabeth Hepple (7 de juliol de 1959) va ser una ciclista australiana. Va participar en els Jocs Olímpics de Seül.

## Palmarès
- 1988
  - 2a al Giro d'Itàlia i vencedora d'una etapa
  - 3a al Tour de França